# I Can See for Miles
"I Can See for Miles" is een nummer dat geschreven is door Pete Townshend, songwriter-gitarist van de Britse rockband The Who. Het nummer werd opgenomen voor het album The Who Sell Out uit 1967. "I Can See for Miles" is het enige nummer van de plaat dat ook als single is uitgegeven.
De opnames van "I Can See for Miles" stonden als voorbeeld van het immer groeiende gebruik van studiotechnieken in de late jaren zestig. Niet alleen werd het op verschillende momenten opgenomen, de verschillende tracks werden ook nog eens opgenomen over een geografische afstand van duizenden kilometers. De achtergrondzang werd bijvoorbeeld opgenomen in Londen, de zang en het overdubben werd opgenomen in de Talentmasters Studios in New York, terwijl de opname in Los Angeles werd gecompleteerd in de Gold Star Studios.
"I Can See for Miles" haalde in het Verenigd Koninkrijk plaats nummer 10 en in de Verenigde Staten nummer 9. Hoewel deze getallen hoopvol zijn voor veel bands, was schrijver Townshend teleurgesteld. Hij heeft ooit gezegd: 

To me it was the ultimate Who record, yet it didn't sell. I spat on the British record buyer.(Voor mij was het het ultieme Who-nummer, maar het verkocht niet. Ik spoog op de Britse platenkoper.)
— Pete Townshend

In Rolling Stones lijst van "The 500 Greatest Songs of All Time" uit 2003 stond dit nummer op 258.
Het openingsdeel en het refreindeel vanaf 01:03 werd eveneens gebruikt voor een koplampenreclame van het merk Sylvania.
Het nummer was een inspiratiebron van het Beatles-nummer, "Helter Skelter". Paul McCartney schreef "Helter Skelter", na een recensie van I Can See for Miles te hebben gelezen, waarin de recensent schrijft dat het nummer het heftigste is, dat hij ooit gehoord heeft. McCartney schreef toen "Helter Skelter" in een poging om een nóg heftiger nummer te schrijven dan "I Can See for Miles".
Het nummer is gecoverd door Tina Turner op haar album Acid Queen uit 1975.
Dit nummer wordt ook gebruikt als titelsong van de televisieserie CSI: Cyber.